# 1621 en science
| Années de la science : 1618 - 1619 - 1620 - 1621 - 1622 - 1623 - 1624    |
| Décennies de la science : 1590 - 1600 - 1610 - 1620 - 1630 - 1640 - 1650 |

Cet article présente les faits marquants de l'année 1621 en science.

## Événements
- 12 septembre : Pierre Gassendi observe près de Aix-en-Provence, une aurore polaire exceptionnelle. Il est le premier à décrire scientifiquement le phénomène qu'il nomme « aurore boréale »[1].

- Le savant hollandais Willebrord Snell dit Snellius établit la loi de la réfraction de la lumière[2].
- Willebrord Snell trouve une nouvelle méthode plus rapide pour obtenir une approximation de pi à 34 décimales près[3].
- Thomas Mun formule pour la première fois la notion de balance du commerce[4].

- Création du jardin botanique de l'université d'Oxford, le plus ancien jardin botanique de Grande-Bretagne, financé par Henry Danvers[5].

## Publications
- Ulisse Aldrovandi : Quadrupedum omnium bisulcorum historia (De quadrupedibus bisulcis), Bologne, 1621, posthume ;
- Claude-Gaspard Bachet de Méziriac : Diophanti Alexandrini Arithmeticorum libri sex, et de numeris multangulis liber unus, nunc primum graece et latine editi, atque absolutissimis commentariis illustrati, auctore Claudio Gaspare Bacheto (1621) Texte en ligne ;
- Willebrord Snell : Cyclometria sive de circuli dimensione ;
- Bernardino Baldi : Commentaires sur les problèmes de mécanique d’Aristote, Pise ;
- Jean-Baptiste Van Helmont : De magnetica vulnerum curatione. Disputatio, contra opinionem d. Ioan. Roberti (…) in brevi sua anatome sub censurae specie exaratam, Paris.
- Robert Burton : The Anatomy of Melancholy (L'Anatomie de la mélancolie)
- Epitóme Astronomiæ Copernicanæ (Abrégé d’astronomie copernicienne, 1618-1621), qui rassemble toutes les découvertes de Kepler en un seul volume.

## Naissances
- 5 mars : Thomas Street (mort en 1689), astronome et mathématicien anglais.

- Claude François Milliet Dechales (mort en 1678), mathématicien français.

## Décès

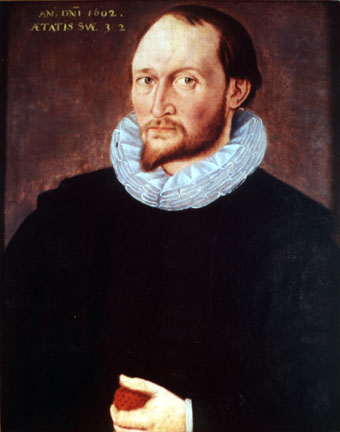
Portrait présumé de Thomas Harriot, 1602.

- 2 juillet : Thomas Harriot (né en 1560), mathématicien et astronome anglais.
- 10 décembre : Edmund Gunter (né en 1581), mathématicien anglais.

- Giovanni Paolo Gallucci (né en 1538), astronome et traducteur italien.